# 성주중학교 (경기)
성주중학교(聖柱中學校)는 대한민국 경기도 부천시 소사구 송내동에 있는 공립 중학교이다.

## 학교 연혁
- 1985년 1월 21일 : 성주중학교 15학급 설립인가
- 1985년 3월 1일 : 초대 김학칠 교장 취임
- 1985년 3월 6일 : 입학식 (5학급 327명)
- 1988년 2월 12일 : 제1회 졸업식 (졸업생 315명)
- 2007년 10월 17일 : 도서관(꿈자람터) 리모델링
- 2007년 12월 28일 : 다목적 교실(예기관) 증축
- 2010년 10월 20일 : 다목적 체육관(목련관) 준공
- 2021년 9월 1일 : 제15대 김병호 교장 취임
- 2024년 1월 2일 : 제37회 졸업식(졸업생 217명, 총 16,459명)

## 참고 자료
- 성주중학교 - 한국교육학술정보원 학교알리미